# Медени-Поляни
Медени-Поляни (болг. Медени поляни) — село в Болгарии. Находится в Пазарджикской области, входит в общину Сырница. Население составляет 728 человек.
Село расположено в Западных Радопах на высоте 1430 м.

## История
Село расположено на севере историко-географического региона Чеч. Население в своей значительной части — помаки и турки, а верующие — мусульмане. Прежнее название поселения — Нова-Махала (Йени-Махле на турецком языке), которое до 1946 года относилось к селу Бабяк. Указом 129 от 11 апреля 1961 года был образован населённый пункт — село.
В 1979—1987 гг. село входило в общину Сырница, община включала кроме центра Сырницы, ещё и сёла Медени-Поляни и Побит-Камык. Указом государственного совета НРБ№ 3005 от 6 октября 1987 года община Сырница была упразднена, а её территория и населённые пункты включены в общину Велинград. Указом Президента Республики Болгария от 01.01.2015 г. была вновь образована община Сырница с административным центром в городе Сырница, включающая в себя также и сёла Медени-Поляни и Побит-Камык.